# Phorbia kulai
Phorbia kulai este o specie de muște din genul Phorbia, familia Anthomyiidae, descrisă de Ackland în anul 1993.
Este endemică în Czech Republic. Conform Catalogue of Life specia Phorbia kulai nu are subspecii cunoscute.